# Curt Jany
Curt Jany (* 22. Oktober 1867 in Memel (Klaipėda); † 18. Februar 1945 in Berlin) war ein preußischer Generalmajor und Militärhistoriker sowie Träger der Silbernen Leibniz-Medaille. Seine Werke zur Geschichte der Preußischen Armee wurden in etliche Sprachen übersetzt und nachgedruckt sowie bis in das 21. Jahrhundert als Standardliteratur und Referenz in etlichen weiteren Werken genutzt. 

## Leben

### Herkunft
Jany entstammt einer Offiziersfamilie. Sein Großvater war der Major Wilhelm Jany (1796–1888), der in Königsberg 1848 den Preußenverein und 1873 eine Taubstummenanstalt gegründet hatte. Seine Eltern waren der Oberstleutnant Victor Jany (1836–1919) und dessen Ehefrau Marie, geborene Bernhardi (1842–1877), eine Tochter des Apothekers Adolf Bernhardi aus Königsberg. Seine Tante Elfriede Jany gründete in Königsberg den ersten Kindergarten nach Fröbel. Sein Bruder Wilhelm Jany (1873–1954) war Mitglied des preußischen Abgeordnetenhauses, der Zoologe und Sahara-Forscher Eberhard Jany (* 1917) war sein Neffe sowie Herausgeber einiger Werke seines Onkels. Jany starb am 18. Februar 1945 unverheiratet in Berlin.

### Karriere
Er studierte an den Universitäten in Leipzig und Berlin. 1888 trat Jany in das 3. Magdeburgische Infanterie-Regiment Nr. 66 der Preußischen Armee ein, wo er als Kompanieoffizier und Bataillonsadjutant Verwendung fand. Im Oktober 1896 folgte für drei Jahre zur weiteren Ausbildung seine Kommandierung an die Kriegsakademie. Anschließend wurde er zur Schweizer Armee abkommandiert, wo er seine Französischkenntnisse vervollkommnen konnte. Im Jahr 1903 kam Jany als Hauptmann in den Generalstab, wo er bis zum Ausbruch des Ersten Weltkriegs verblieb. Zwischenzeitlich hatte er von 1906 bis 1908 ein Truppenkommando als Kompaniechef im 4. Schlesischen Infanterie-Regiment Nr. 157. Während des Krieges war er Bataillonskommandeur im 6. Rheinischen Infanterie-Regiment Nr. 68 und Kommandeur des Reserve-Infanterie-Regiments Nr. 53.
Seine Tätigkeit im Generalstab war immer die militärgeschichtliche Forschung. Er schrieb zahlreiche Einzelpublikationen. Sein bedeutendstes Werk ist Urkundlichen Beiträge und Forschungen zur Geschichte des preuß. Heeres. Es war die umfassendste Darstellung über die brandenburgisch-preußische Armee und wird es auch bleiben, da die Originaldokumente bei dem Luftangriff auf Potsdam am 14. April 1945 vernichtet wurden. Zusammenfassend zu vorgenanntem Werk erschien 1967 im Biblio-Verlag ein Nachdruck als 4-bändiges Sammelwerk zur Geschichte der Preußischen Armee, welches durch einen 5. Band ergänzt wurde.

## Veröffentlichungen
Von Curt Jany sind über 130 Veröffentlichungen mit etlichen Übersetzungen und Nachdrucken bekannt. Nachfolgend eine Auswahl seiner Publikationen:

## Schriften (Auswahl)
- Die brandenburgischen Hilfstruppen Wilhelms von Oranien 1688. 1889.
- Lehndienst und Landfolge unter dem Großen Kurfürsten. In: Forschungen zur brandenburgischen und preussischen Geschichte. Band 8. Oldenbourg, Berlin, München 1895, OCLC 224718872, S. 419–467 (Online – Internet Archive).}
- Hochkirch. In: Militär-Wochenblatt. Beiheft 3. Mittler, Berlin 1905, OCLC 250908306.
- Das Treffen bei Burkersdorf. In: Militär-Wochenblatt. Beiheft 4. Mittler, Berlin 1907, OCLC 314130446.
- Übersicht der Entwicklung der Königlich Preußischen Armee und des Deutschen Reichsheeres von den Anfängen bis zur Mobilmachung von 1914. 1921.
- Der Siebenjährige Krieg. In: Forschungen zur brandenburgischen und preussischen Geschichte. Band 35. Oldenbourg, Berlin, München 1923, OCLC 224718872, S. 161–192 (Online – Internet Archive).}

## Bücher (Auswahl)
- Das gaudische Journal des siebenjährigen Krieges. E.S. Mittler und Sohn, Berlin 1901, OCLC 457494675.
- Der preussische Kavalleriedienst vor 1806. E.S. Mittler und Sohn, Berlin 1904, OCLC 457494695.
- Die Dessauer Stammliste von 1729. E.S. Mittler und Sohn, Berlin 1905, OCLC 457494668.
- Urkundliche Beiträge und Forschungen zur Geschichte des preußischen Heeres. E.S. Mittler und Sohn, Berlin 1901, OCLC 16582566 (Neudruck 2022 als ISBN 0-265-71578-4).
  - Die Anfänge der alten Armee. In: Urkundliche Beiträge und Forschungen zur Geschichte des preußischen Heeres. Band 1. E.S. Mittler und Sohn, Berlin 1901, OCLC 759696109 (Online – Internet Archive).
  - Die Gefechtsausbildung der Preussischen Infanterie von 1806. In: Urkundliche Beiträge und Forschungen zur Geschichte des preußischen Heeres. Band 5. E.S. Mittler und Sohn, Berlin 1903, OCLC 457494686 (Online – Internet Archive).
- Bände zur Geschichte der Preussischen Armee, Nachdruck der Bände 1967 unter dem Gesamttitel Geschichte der Preußischen Armee vom 15. Jahrhundert bis 1914, herausgegeben von Eberhard Jany, DNB 457093552

- Von den Anfängen bis 1740. In: Eberhard Jany (Hrsg.): Geschichte der Preussischen Armee. 2., erg.  Auflage. Band 1. Biblio, Osnabrück 1967, ISBN 3-7648-1471-3.
- Die Armee Friederichs des Großen, 1740–1763. In: Eberhard Jany (Hrsg.): Geschichte der Preussischen Armee. 2., erg.  Auflage. Band 2. Biblio, Osnabrück 1967, ISBN 3-7648-1472-1.
- 1763–1807. In: Eberhard Jany (Hrsg.): Geschichte der Preussischen Armee. 2., erg.  Auflage. Band 3. Biblio, Osnabrück 1967, ISBN 3-7648-1474-8.
- Die Königlich Preussische Armee und das Deutsche Reichsheer, 1807–1914. In: Eberhard Jany (Hrsg.): Geschichte der Preussischen Armee. 2., erg.  Auflage. Band 4. Biblio, Osnabrück 1967, ISBN 3-7648-1471-3 (Online-PDF der Ausgabe Karl-Siegismund-Verlag, 1933  (348 Seiten, 189 MB).).
- Ergänzung als Band 5: Hermann Cron: Geschichte des Deutschen Heeres im Weltkriege, 1914–1918. Neudruck der Auflage von 1937. Band 5. Biblio, Osnabrück 1990, ISBN 3-7648-1767-4.

- Das Altpreussische Heer; Erscheinungsbild und Wesen, 1713-1807. Biblio, Osnabrück 1970, ISBN 3-7648-0716-4.
- Die Armee Friedrichs des Großen in ihrer Uniformierung. Weltbild, Augsburg 2005, ISBN 3-8289-0523-4.